# Persististrombus
Persististrombus es un género de caracoles marinos de la familia Strombidae. Fue descrito por Kronenberg y Lee en 2007.

## Especies
- †Persististrombus lapugyensis-exbonellii
- †Persististrombus aldrichi (Dall, 1890)
- †Persististrombus baltrae (Garcia-Talavera, 1993)
- †Persististrombus barrigonensis (Jung y Heitz, 2001)
- †Persististrombus chipolanus (Dall, 1890)
- †Persististrombus coronatus (DeFrance, 1827)
- Persististrombus granulatus (Swainson, 1822)
- †Persististrombus insulanus (Jung y Heitz, 2001)
- Persististrombus latus (Gmelin, 1791)
- †Persististrombus mardieae (Petuch, 2004)
- †Persististrombus nodosus (S. Borson, 1820)
- †Persististrombus obliteratus (Hanna, 1926)
- †Persististrombus radix (Brongniart, 1823)
- †Persististrombus toroensis (Jung y Heitz, 2001)